# Anthony DeSclafani
Anthony James DeSclafani (ur. 18 kwietnia 1990) – amerykański baseballista występujący na pozycji miotacza w Cincinnati Reds.

## Przebieg kariery
W czerwcu 2008 został wybrany w 22. rundzie draftu przez Boston Red Sox, jednak nie podpisał kontraktu z organizacją tego klubu, gdyż zdecydował się podjąć studia na University of Florida, gdzie w latach 2009–2011 grał w drużynie uniwersyteckiej Florida Gators. W czerwcu 2011 został wybrany w szóstej rundzie draftu przez Toronto Blue Jays, jednak w listopadzie 2012 został oddany do Miami Marlins. Po występach w klubach farmerskich tego zespołu, między innymi w New Orleans Zephyrs, reprezentującym poziom Triple-A, 14 maja 2014 zadebiutował w Major League Baseball w wygranym przez Marlins 14–4 meczu z Los Angeles Dodgers, w którym zanotował zwycięstwo. 11 września 2014 w meczu przeciwko Milwaukee Brewers został wyrzucony z boiska po uderzeniu piłką w Carlosa Gómeza. Dzień później zarząd ligi zawiesił DeSclafaniego na trzy mecze.
W grudniu 2014 w ramach wymiany zawodników przeszedł do Cincinnati Reds. Po prawie dwóch latach przerwy w grze, spowodowanej kontuzjami, 5 czerwca 2018 zanotował start w meczu przeciwko Colorado Rockies. 23 czerwca 2018 w meczu z Chicago Cubs został pierwszym miotaczem Reds od 1959 roku, który zdobył grand slama.